# J's LOVE SONG
『J's LOVE SONG』（ジェイズ・ラヴ・ソング）は、1998年9月23日にリリースされた稲垣潤一37枚目のシングル。

## 解説
Continental移籍第1弾、初のマキシシングル。本作収録は「STUDIO SESSION VERSION」でBIG HORNS BEEとのセッション。この曲は「ORIGINAL VERSION」も存在。直後に発売された、ベスト・アルバム『SUPER BEST COLLECTION』DISC.1の16曲目に収録されている。ちなみに「STUDIO SESSION VERSION」が収録されたアルバムについても「LOVE BEAT BEST COLLECTION~ドラマティック・レイン~」等のベスト・アルバムのみとなっている。

## 内容
1. J's LOVE SONG（STUDIO SESSION VERSION）
  - 作詞：秋元康、作曲：鈴木雄大、編曲：斎藤ノブ・金子隆博
2. Bad Dream
  - 作詞：秋元康、作曲：鈴木キサブロー、編曲：井上鑑
3. 永遠は風のように
  - 作詞：秋元康、作曲：井上慎二郎、編曲：吉田建
4. J's LOVE SONG （Instrumental）